# 8969 Александрінус
8969 Александрінус (1218 T-2, 1981 YJ1, 1990 ET5, 8969 Alexandrinus) — астероїд головного поясу.
Тіссеранів параметр щодо Юпітера — 3,518.